# Hamfelde (Lauenburg)
Hamfelde település Németországban, Schleswig-Holstein tartományban. Lakosainak száma 557 fő (2023. december 31.). Hamfelde Trittau, Mühlenrade és Kuddewörde községekkel határos.

## Népesség
A település népességének változása:
| Lakosok száma | 383  | 490  | 508  | 483  | 499  | 557  |
|               | 1975 | 2017 | 2019 | 2021 | 2022 | 2023 |